# 苏格兰 (南达科他州)
苏格兰（英語：Scotland），是美国南达科他州下属的一座城市。根据2010年美国人口普查，该市有人口828人。论人口在本州排行第74。